# Nati nel 1265
| Questa pagina contiene informazioni ricavate automaticamente dalle voci biografiche con l'ausilio del template Bio e di un bot. L'aggiornamento è periodico e automatico e ricostruisce completamente la pagina. Se manca una persona in questa lista, sei pregato di non aggiungerla, ma accertati piuttosto che la sua voce biografica contenga il template Bio e che i dati anagrafici siano correttamente compilati. Se il template Bio manca, inseriscilo tu stesso o, in alternativa, metti l'avviso {{tmp\|Bio}} che ne segnala la mancanza. Se i dati riportati sono sbagliati, correggi direttamente la voce biografica; le modifiche saranno visibili in questa lista entro pochi giorni. Per chiarimenti vedi il progetto biografie. La lista contiene solo le 11 persone che sono citate nell'enciclopedia e per le quali è stato implementato correttamente il template Bio. Pagina aggiornata al 26 lug 2025. |

- 10 maggio - Fushimi, imperatore giapponese († 1317)
- 15 ottobre - Temür Khan, imperatore cinese († 1307)
- 4 novembre - Alfonso III d'Aragona, sovrano († 1291)
- Dante Alighieri, poeta, scrittore e politico italiano († 1321)
- Goffredo di Hohenlohe, nobile tedesco († 1310)
- Pellegrino Laziosi, religioso italiano († 1345)
- Ramon Muntaner, militare e scrittore († 1336)
- Notburga di Eben, santa austriaca († 1313)
- Karl von Trier († 1324)
- Kamāl al-Dīn al-Fārisī, astronomo, fisico e matematico persiano († 1318)
- Violante di Castiglia, principessa